# Magda Holm
Magda Ebba Maria Holm, född 14 november 1898 i Gamleby i Kalmar län, död 6 oktober 1982 i Kalmar, var en svensk skådespelare och seglare. Hon var under några år gift med regissören Gunnar Andersson.

## Filmografi
- 1924 – Där fyren blinkar
- 1924 – Grevarna på Svansta
- 1924 – En piga bland pigor
- 1925 – Skeppargatan 40
- 1926 – Charleys tant
- 1926 – Flickan i frack
- 1927 – Sju dagar för Elisabeth
- 1932 – Svärmor kommer
- 1932 – En amerikansk tragedi (svensk röst för Roberta "Bert" Alden)

## Teater

### Roller (ej komplett)
| År   | Roll                      | Produktion                                               | Regi               | Teater         |
| ---- | ------------------------- | -------------------------------------------------------- | ------------------ | -------------- |
| 1920 | Ada                       | Det röda bandet Carl Mathern och Toni Impekoven          | Karl Hedberg       | Dramaten       |
| 1920 | Simba                     | Markis von Keith Frank Wedekind                          | Karl Hedberg       | Dramaten       |
| 1921 | Joyce Traill              | Jokern H. Marsh Harwood                                  | Olof Molander      | Dramaten       |
| 1922 | Jeanne de Verceil         | Äventyret Gaston Arman de Caillavet och Robert de Flers  | Karl Hedberg       | Dramaten       |
| 1922 | Louise Torell             | Andras affärer Gustaf af Geijerstam                      | Gustaf Linden      | Dramaten       |
| 1922 | Astrid                    | Erna Einar Fröberg                                       | Gustaf Linden      | Dramaten       |
| 1922 | Scampolo                  | Scampolo Dario Niccodemi                                 | Gustaf Linden      | Dramaten       |
| 1922 | Marie Vermillon           | Storfursten Sacha Guitry                                 | Olof Molander      | Dramaten       |
| 1923 | Ida                       | Kära släkten Gustav Esmann                               | Tor Hedberg        | Dramaten       |
| 1923 | Fru von Büchenstein       | Sköldpaddskammen Richard Kessler                         | Karl Hedberg       | Dramaten       |
| 1924 |                           | Hans oäkta dotter Pierre Chaine                          | Knut Nyblom        | Vasateatern    |
| 1927 | Kammarsnärta              | Den första av herrarna Yves Mirande och André Mouézy-Éon | Gösta Ekman        | Oscarsteatern  |
| 1928 |                           | Daglannet Bjørnstjerne Bjørnson                          | Pauline Brunius    | Oscarsteatern  |
| 1929 | Ida Friis                 | Kära släkten Gustav Esmann                               | Rune Carlsten      | Oscarsteatern  |
| 1929 | Maggie                    | Den svarta skjortan Herbert Grevenius                    | Rune Carlsten      | Oscarsteatern  |
| 1929 | Margret Berridge          | Så förtjusande människor Michael Arlen                   | Einar Fröberg      | Blancheteatern |
| 1929 | Amelie Tweedie            | Cocktails Leslie Howard                                  | Harry Roeck-Hansen | Blancheteatern |
| 1930 | Thérèse                   | Ett dubbelliv Henri-René Lenormand                       | Harry Roeck-Hansen | Blancheteatern |
| 1930 |                           | Kära släkten Gustav Esmann                               | Rune Carlsten      | Oscarsteatern  |
| 1930 | Dodo                      | Pengar på gatan Rudolf Bernauer och Rudolf Oesterreicher | Harry Roeck-Hansen | Blancheteatern |
| 1930 | Ann-Sofie Thomsen         | Storken Thit Jensen                                      | Harry Roeck Hansen | Blancheteatern |
| 1931 | Alma Jonsson              | Bandet August Strindberg                                 | Harry Roeck-Hansen | Blancheteatern |
| 1931 | Lisen                     | Moderskärlek August Strindberg                           | Harry Roeck-Hansen | Blancheteatern |
| 1931 | Marie Rozière de la Lange | Madame ordnar allt M. Aubergson                          | Harry Roeck-Hansen | Blancheteatern |